# Liste des cours d'eau du département du Rhône

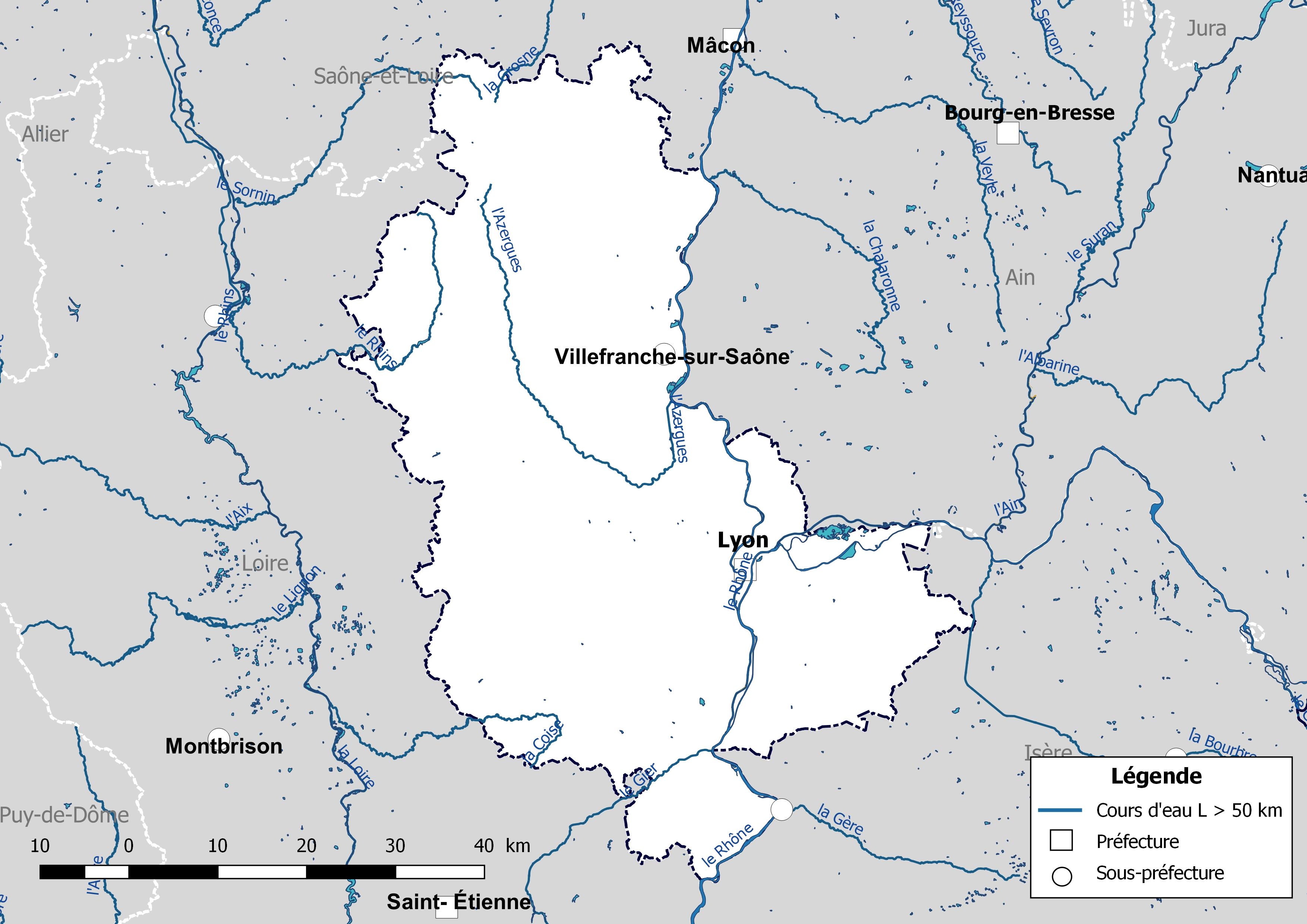
Carte des cours d'eau de longueur supérieure à 50 km drainant le département du Rhône.

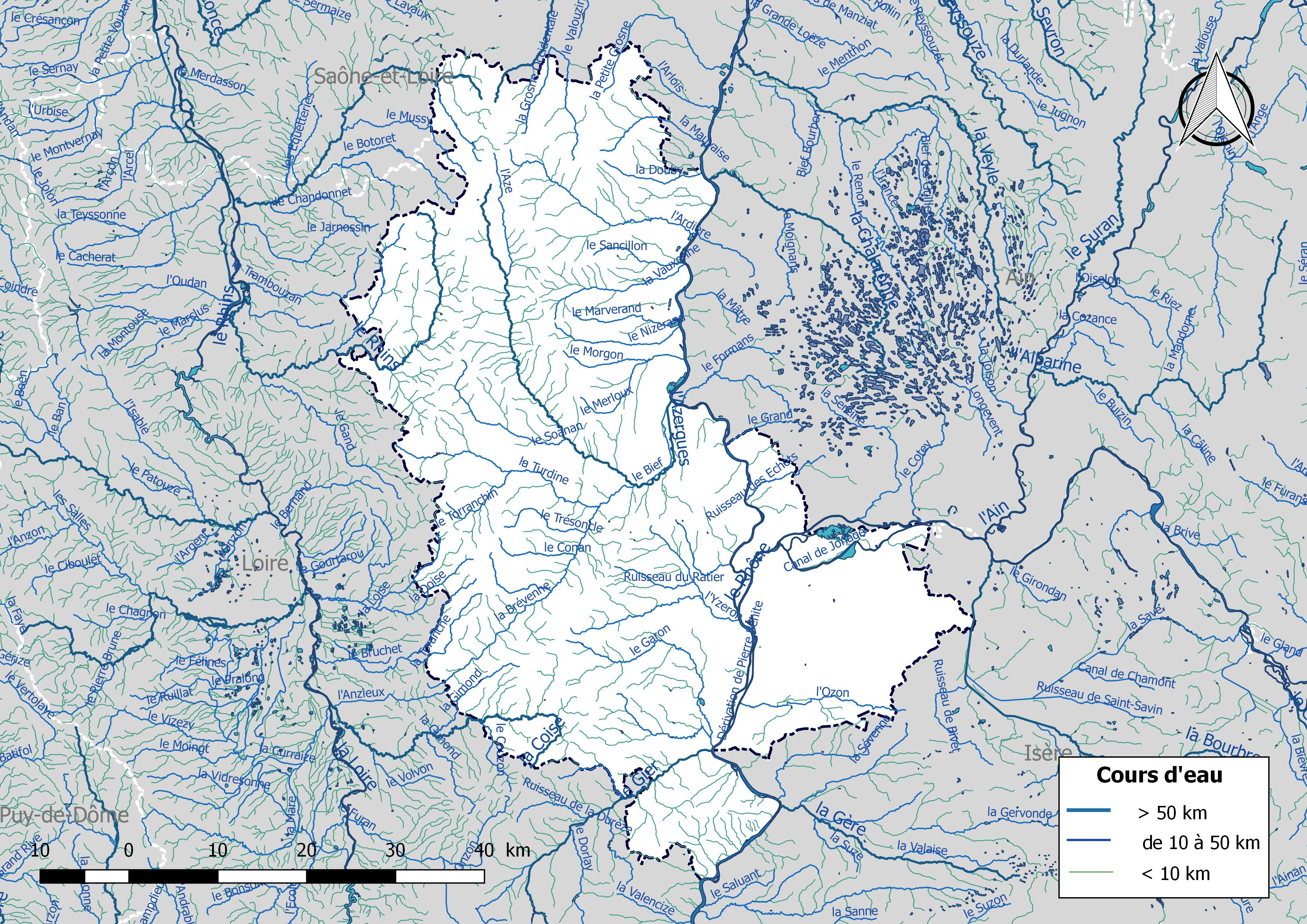
Réseau hydrographique du département du Rhône.

Liste des fleuves, rivières et autres cours d'eau qui parcourent en partie ou en totalité le département du Rhône. La liste présente les cours d'eau, généralement de plus de 10 km de longueur sauf exceptions, par ordre alphabétique, par fleuves et bassin versant, par station hydrologique, puis par organisme gestionnaire ou organisme de bassin.

## Classement par ordre alphabétique
- Ardière, Arlois, Azergues,
- Bourbre, Boussuivre, Brévenne,
- Canal de Jonage, Canal de Miribel, Charveyron, Coise,
- Garon, Gier, Grosne,
- Loise
- Marverand, Mauvaise, Morgon,
- Nizerand,
- Petite Grosne,
- Rhins, Rhône, Rizan, Rize
- Saône, Soanan, Sornin
- Toranche, Trambouze, Turdine
- Vauxonne, Vieux Rhône
- Yzeron.

## Classement par fleuve et bassin versant
Le département du Rhône est au croisement des bassins versants de la Loire qui va vers l'ouest vers l'Océan Atlantique, et du Rhône qui va vers le sud vers la Mer Méditerranée.
- le Rhône, 812 km dont 544,9 km en France[S 1]
  - la Saône (rd), 480 km dont 473,3 km en France[S 2]

## Hydrologie oustation hydrologique
la Banque Hydro a référencé les cours d'eau suivants :